# Galicizam
Galicizmi su posuđenice u hrvatskome jeziku koje potječu iz francuskoga jezika.

## Galicizmi u hrvatskome jeziku
Ovo su neki od galicizama koji se uporabljuju u hrvatskome jeziku. 
- a propos – što se toga tiče, u vezi s tim
- ambasada – veleposlanstvo
- atelje – radionica ili prostorija u kojoj se obavlja umjetnički rad
- bala – lopta
- banalan - običan
- bicikl - vozilo s dva kotača koji se pogone snagom vozača
- biskvit – dvopek
- bistro – manji restoran
- blond – svjetlokos
- buket – kitica cvijeća, stručak
- butelja – boca za vino
- ekran – zaslon
- frižider – hladnjak
- garaža – zatvoreni prostor za smještaj automobila
- klošar – beskućnik
- košmar – mȍra
- kreten – blesan, glupan
- masaža – mehaničko djelovanje na dijelove tijela radi liječenja i njege
- naivan – lakovjeran
- pandan – stvar, pojava, osoba i sl. koja se može usporediti s nekom drugom
- portfelj – skup dionica i drugih vrijednosnih papira; ministarski resor
- režiser – redatelj
- rival – suparnik
- šofer – vozač
- vizavi – preko puta, nasuprot
- žandar – oružnik
- žandarmerija – oružništvo
- žanr – rod, vrsta
- žiri – ocjenjivački sud

## Poveznice
- Posuđenice
- Francuski jezik